# Heterodactylus septentrionalis
Heterodactylus septentrionalis — вид ящірок родини гімнофтальмових (Gymnophthalmidae). Ендемік Бразилії.

## Поширення і екологія
Heterodactylus septentrionalis відомі з типової місцевості, розташованої в гірському масиві Чапада-Діамантіна, на півночі гірського хребта Серра-ду-Еспіньясу в штаті Баїя, на висоті 1100 м над рівнем моря. Вони живуть в сухому тропічному лісі карраско, який характеризується невисокими, тонкими деревами, що ростуть на піщаних ґрунтах.

## Збереження
МСОП класифікує цей вид як такий, що перебуває під загрозою зникнення. Heterodactylus septentrionalis є рідкісним видом плазунів, якому загрожує знищення природного середовища.